# Muerte y funeral de Grace de Mónaco
El funeral de la Princesa Grace de Mónaco tuvo lugar en la Catedral de Nuestra Señora Inmaculada en Monaco-Ville el 18 de septiembre de 1982. La Princesa Grace había sucumbido a las heridas resultantes de un accidente automovilístico el 14 de septiembre, a la edad de 52 años que le produjo la muerte. Se estima que 26.000 personas presentaron sus respetos mientras yacía en la Capilla Palatina en el Palacio del Príncipe de Mónaco antes de la ceremonia, una misa de réquiem.

## Servicio funerario
El cuerpo de la princesa Grace yacía en la Capilla Ardiente del palacio Grimaldi, donde vivió durante 26 años. Estaba vestida con un vestido de encaje blanco de cuello alto y recostada sobre una colcha de orquídeas. Posteriormente, fue transportada por un cortejo fúnebre encabezado por la Familia Real monegasca su esposo el príncipe Rainiero, y sus hijos, el príncipe Alberto, la princesa Carolina y su cuñada la princesa Antonieta, por las calles de Monaco-Ville desde el palacio hasta la catedral. Su hija menor, la princesa Estefanía, no pudo asistir, aún se está recuperando de las heridas sufridas en el accidente automovilístico.
La homilía estuvo a cargo de Charles Amarin Brand, Arzobispo de Mónaco. Brand afirmó en su homilía que las personas estaban "unidas en el dolor" y enfatizó el "sinsentido y la naturaleza inexplicable" de "la ruptura del destino de esta persona humanamente excepcional, religiosamente excepcional". Brand dijo que la fe católica de la princesa "modeló, de hecho esculpió, no solo a la persona pública, sino también a la profunda personalidad de su ser" y que su accidente "resulta en estupefacción y no brinda respuestas a las preguntas sobre la vida, el sufrimiento, la separación y muerte".  La lectura del evangelio fue "En la casa de mi Padre muchas moradas hay... Voy a prepararos un lugar" de Juan 14.
La música que acompañó la misa incluyó un extracto de la Sinfonía N.º 4 de Joseph Haydn, el Adagio para cuerdas de Samuel Barber y cuatro piezas de Johann Sebastian Bach.[cita requerida]
El ataúd de Grace fue envuelto en la bandera monegasca y yacía en la Capilla de los Príncipes de la catedral durante la ceremonia.  Tras la ceremonia se ofreció una segunda misa para los ciudadanos monegascos. El entierro del ataúd en la bóveda de la familia Grimaldi en el ábside de la catedral estaba programado para la semana siguiente, ya que se excedió el tiempo del servicio fúnebre.
El Príncipe Rainiero estaba sentado con la Princesa Carolina y el Príncipe Alberto en la ceremonia. los hermanos de Grace; su hermano John B. 'Kell' Kelly Jr., y sus hermanas Lizanne y Peggy, se sentaron detrás de la familia principesca monegasca. Asistieron cuatro de las amigas de Grace que habían servido como damas de honor durante su boda, al igual que su exagente Jay Kanter y su ex coprotagonista Cary Grant.. También asistieron los representantes de varias familias reales y gobiernos reinantes y no reinantes. Nancy Reagan, la primera dama de los Estados Unidos, era amiga de Grace y encabezó la delegación estadounidense. Estaba sentada con Danielle Mitterrand, esposa del presidente de Francia, François Mitterrand, y Diana, princesa de Gales, esposa de Carlos, príncipe de Gales, en representación de la reina Isabel II. Diana había conocido previamente a la princesa Grace en un recital de música en Goldsmith's Hall en la ciudad de Londres.
El resto de la delegación estadounidense estuvo compuesta por el Secretario de Marina de los Estados Unidos, John F. Lehman Jr., y Dick Thornburgh, el Gobernador de Pensilvania, Evan G. Galbraith, el embajador de los Estados Unidos en Francia, el Congresista de Pensilvania Thomas M. Foglietta. y Jacklyn Anne Cahill, Oficial del Departamento de Estado a cargo de Asuntos de Francia y Mónaco.
Otros asistentes notables incluyeron al cantante Eddie Fisher, Barbara Sinatra, la esposa del cantante Frank Sinatra, y Jackie Stewart, el piloto de carreras.